# Liste des codes OACI des aéroports/D
Pour un article plus général, voir Liste des codes OACI des aéroports.
- A
- B
- C
- D
- E
- F
- G
- H
- I
- J
- K
- L
- M
- N
- O
- P
- Q
- R
- S
- T
- U
- V
- W
- X
- Y
- Z

Format des données :
- Code OACI : Nom de l'aérodrome – Ville desservie – Altitude aérodrome – Nombre de pistes (remarques)

## DAAlgérie
- DAAE : Aéroport de Béjaïa - Soummam - Abane Ramdane
- DAAG : Aéroport d'Alger - Houari-Boumédiène
- DAAJ : Aéroport de Djanet - Tiska
- DAAP : Aéroport d'Illizi - Takhamalt, 541 m alt, 1 piste
- DAAT : Aéroport de Tamanrasset - Aguenar - Hadj Bey Akhamok, 1 377 m alt, 2 pistes
- DAAV : Aéroport de Jijel - Ferhat Abbas
- DABB : Aéroport d'Annaba - Rabah-Bitat, 3 m alt, 2 pistes
- DABC : Aéroport de Constantine - Mohamed Boudiaf
- DAON : Aéroport de Tlemcen - Zenata - Messali El Hadj
- DAOO : Aéroport international d'Oran - Ahmed Ben Bella
- DAUH : Aéroport d'Hassi Messaoud - Oued Irara - Krim Belkacem
- DAUO : Aéroport d'El Oued - Guemar
- DAOF : Aéroport de Tindouf - Commandant Ferradj
- DAOY : Aéroport d'El Bayadh - Kssal
- DAOB : Aéroport de Tiaret - Abdelhafid Boussouf Bou Chekif
- DAAS : Aéroport de Sétif - 8 Mai 1945
- DAUZ : Aéroport de Zarzaïtine - In Amenas
- DAUB : Aéroport de Biskra - Mohamed Khider

## DBBénin
- DBBB : Aéroport international de Cotonou

## DFBurkina Faso
- DFCR : Aérodrome de Poura,
- DFFD : Aéroport international de Ouagadougou,
- DFOO : Aéroport de Bobo-Dioulasso,

## DGGhana
- DGAA : Aéroport international de Kotoka
- DGSI : Aéroport de Kumasi

## DICôte d'Ivoire
- DIAP : Aéroport international Abidjan,
- DIAO : Aéroport d'Aboisso
- DIBI : Aéroport de Boundiali,
- DIBK : Aéroport de Bouaké,
- DIYO : Aéroport international de Yamoussoukro

## DNNigéria
- DNAA : Aéroport international Nnamdi Azikiwe
- DNMM : Aéroport international Murtala Muhammed
- DNPO : Aéroport international de Port Harcourt

## DRNiger
- DRRD : Aérodrome de Dosso
- DRRN : Aéroport international Diori Hamani

## DTTunisie
- DTKA : Aéroport international de Tabarka-7 novembre, Tabarka, m alt, 1 piste
- DTMB : Aéroport international de Monastir Habib-Bourguiba, Monastir, 8ft alt, 1 piste
- DTNH : Aéroport international d'Enfidha-Hammamet, Enfidha-Ville, m alt, 1 piste
- DTTA : Aéroport international de Tunis-Carthage, Tunis, 7 m alt, 2 pistes
- DTTF : Aéroport international de Gafsa-Ksar, Gafsa, m alt, 1 piste
- DTTG : Aéroport de Gabès-Matmata, Gabes, 410ft alt, 1 piste
- DTTI : Aérodrome de Borj El Amri, Borj El Hafsia, 100ft alt, 1 piste
- DTTJ : Aéroport international de Djerba-Zarzis, Houmt Souk, 6 m alt, 1 piste
- DTTR : Aérodrome d'El Borma, El borma, 830ft alt, 1 piste
- DTTX : Aéroport international de Sfax-Thyna, Sfax, m alt, 1 piste
- DTTZ : Aéroport international de Tozeur-Nefta, Tozeur, m alt, 1 piste

## DXTogo
- DXXX : Aéroport international de Lomé-Tokoin